# Muscicapa striata

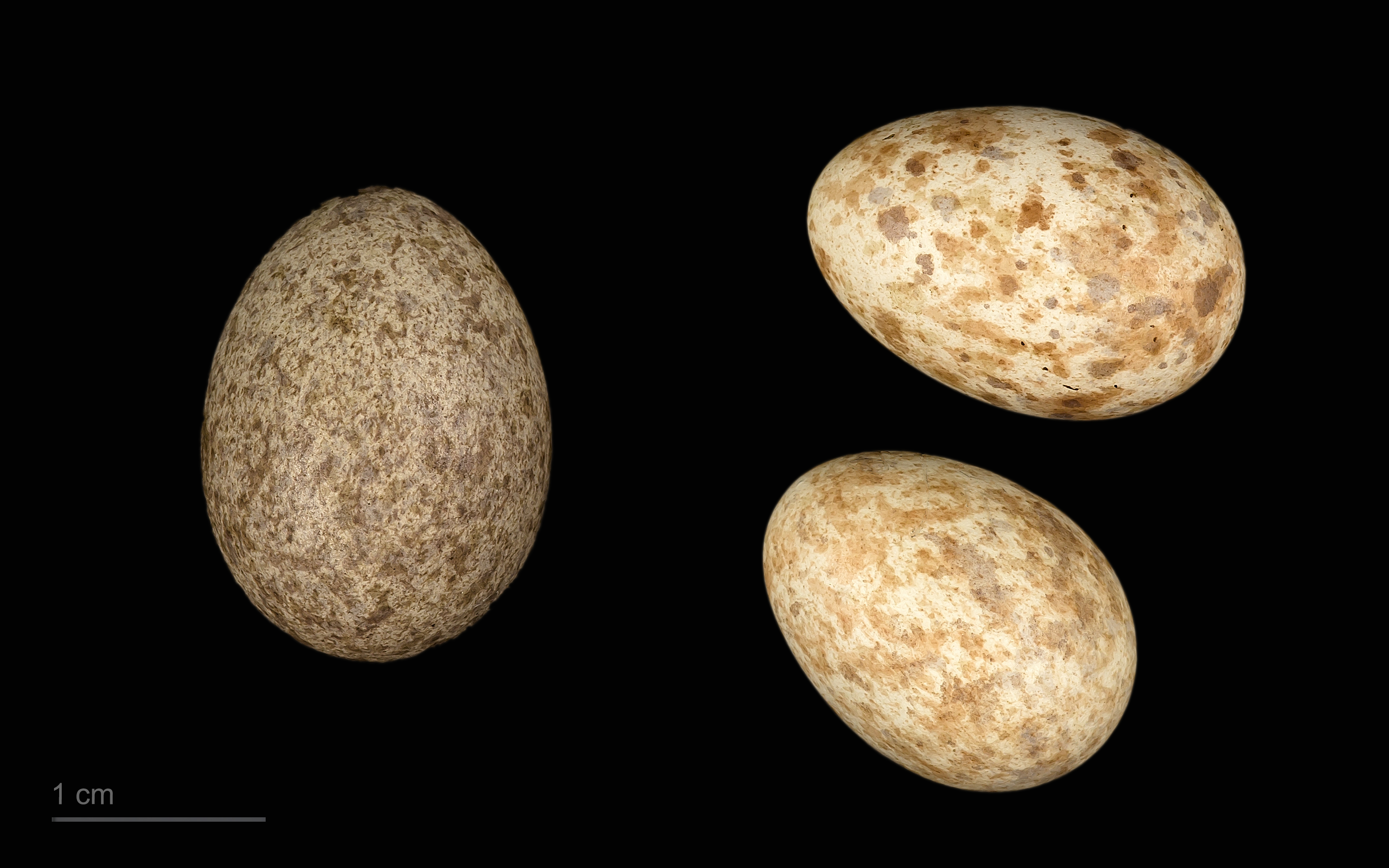
Uovo di Cuculus canorus canorus in un nido di Muscicapa striata Museo di Tolosa

Il pigliamosche comune (Muscicapa striata (Pallas, 1764)) è un piccolo uccello passeriforme della famiglia dei Muscicapidi.

## Descrizione
Taglia media di 14 cm di lunghezza, e 16 grammi di peso. Il pigliamosche è un uccello che si distingue nell'aspetto con lunghe ali e una lunga coda. Gli uccelli adulti hanno nella parte superiore un piumaggio che va dal grigio al marroncino. Nella parte inferiore sono biancastri con striature deboli e scure. Le zampe sono corte e nerastre come il becco. I piccoli sono di colore più marroncino degli uccelli adulti. Sulla schiena hanno un margine chiaro nelle piume; il piumaggio è di aspetto completamente coperto di macchie (ecco perché in inglese il suo nome è Spotted Flycatcher).

## Biologia

### Alimentazione
Il pigliamosche caccia insetti volanti cogliendoli alla sprovvista. Si nota perché normalmente nella posizione di caccia arretra con le ali e la coda e poi vola verso l'alto per un paio di metri per catturare gli insetti.

### Riproduzione

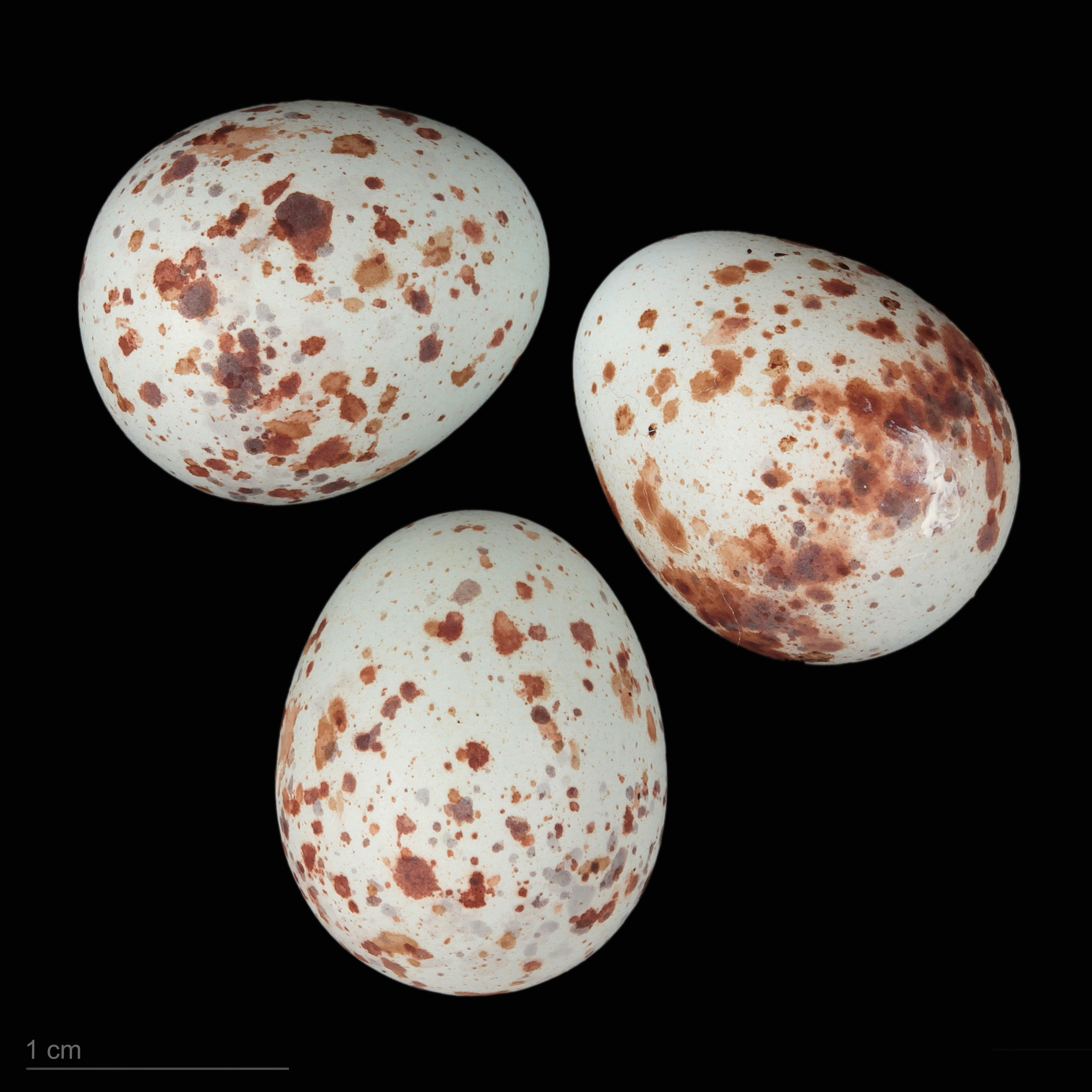
Uova di Muscicapa striata tyrrhenica - Museo di Tolosa

Costruiscono un nido a forma di ciotola all'aperto e accettano volentieri cassette per il nido aperte. La covata è composta di 4 - 6 uova. Nidificano da metà maggio a metà luglio.

A differenza di molti altri uccelli il pigliamosche riesce a distinguere tra le proprie uova e quelle di un'altra specie. Questa capacità è tipica soltanto di uccelli parassitari del nido quali il cuculo. Il pigliamosche tuttavia non viene sfruttato dal cuculo. Perciò si suppone che il pigliamosche un tempo appartenesse a quegli uccelli nei quali il cuculo deponeva con successo le sue uova. Al contrario delle altre specie di uccelli il pigliamosche ha imparato verosimilmente a distinguere tra le proprie uova e quelle del cuculo, tanto che oggi non fa più parte degli uccelli ospiti del cuculo.

## Distribuzione e habitat
Nidifica nella maggior parte delle regioni d'Europa del Nord Africa e dell'Asia occidentale. Come uccello migratorio sverna in Africa subsahariana e nel sud-ovest dell'Asia. In Italia è sia nidificante, che di passo, anche se sta subendo una riduzione notevole.
I pigliamosche sono uccelli delle foreste soleggiate, dei parchi, dei giardini e dei frutteti e preferiscono le superfici aperte con una quantità di alberi sparsi.

## Tassonomia
Se ne conoscono sette sottospecie:
- Muscicapa striata striata (Pallas, 1764) - presente in gran parte d'Europa, Asia occidentale e Nord Africa
- Muscicapa striata balearica von Jordans, 1913< - endemismo delle isole Baleari
- Muscicapa striata tyrrhenica Schiebel, 1910 - endemismo di Corsica e Sardegna
- Muscicapa striata inexpectata Dementiev, 1932 - endemica della Crimea
- Muscicapa striata neumanni Poche, 1904 - diffusa dalle isole egee e dal Medio Oriente sino al Caucaso e alla Siberia
- Muscicapa striata sarudnyi Snigirewski, 1928 - diffusa da Iran e Turkmenistan sino all'Asia centrale
- Muscicapa striata mongola Portenko, 1955 - presente in Mongolia e Siberia